# Permutiertes Register
Ein Permutiertes (alphabetisches) Register, Permutiertes Verzeichnis oder Kettenregister ist eine besondere Form eines Registers, bei dem ganze Phrasen (Titel wie Buchtitel und  Überschriften oder Schlagwortketten) mehrfach so permutiert aufgelistet werden, dass jeweils ein anderes Stichwort als hervorgehobener Registereintrag erscheint. Die Register werden in der Regel vollautomatisch erstellt, wobei als übliche Darstellungsformen KWIC (keyword in context) und KWOC (keyword out of context) unterschieden werden.

## KWIC-Index
Die Abkürzung KWIC steht für Keyword In Context (Schlüsselwort im Kontext). Im gleichnamigen Index wird das Stichwort innerhalb der Phrase hervorgehoben. Dies kann beispielsweise durch Zentrierung der Stichwörter oder durch Fettdruck geschehen.

### Funktion
Der KWIC-Index wird durch das alphabetische Sortieren der Wörter eines Textes erstellt. Dabei ist zu beachten, dass die umgebende Kontextinformation (also die Umgebungswörter) so weit wie möglich mit in den Index aufgenommen werden. Die sortierten Wörter stehen jeweils fett in der Mitte einer Zeile, links und rechts stehen dann in Normalschrift noch ein paar Wörter aus dem umgebenden Kontext. So lässt sich der Sinnzusammenhang des gesuchten Wortes besser erkennen.
Um einen KWIC-Index nicht mit seitenlanger Auflistung von häufigen, aber nicht sinntragenden Wörtern zu überfrachten (z. B. in, ist, und), kann man bei KWIC die Stoppwörter angeben, die nicht in den Index aufgenommen werden sollen.

### Verwendung
In der präcomputerisierten Welt war KWIC eine übliche und nützliche Indexierungsmethode. So wurde KWIC für Titelindexierung in Bibliotheken verwendet, da der Benutzer dann bei der Suche nach einem Stichwort zusätzliche Information aus dem Titel erhielt; in dieser Funktion ist KWIC jedoch von computerisierter Volltextsuche abgelöst worden.
Außerdem lassen sich mit KWIC Konkordanzen herstellen, wie sie z. B. von Geisteswissenschaftlern (etwa Philologen oder Historikern) zur genauen Analyse von Texten benötigt werden. Aus einem KWIC-Index lässt sich ersehen, welche Wörter eines Textes an welcher Stelle, wie oft und in welchem Kontext erscheinen, so dass z. B. Fragen der Autorschaft, der Semantik und Stilistik oder auch der Textkritik (Überlieferungsrichtigkeit) u. a. untersucht werden können.

### Beispielsatz
Der englische Satz
“KWIC is an acronym for Keyword In Context, the most common format for concordance lines.”
sieht als KWIC-Index folgendermaßen aus:
| KWIC is an                        | acronym for Keyword In Context, ...    | Seite 1 |
| ... Keyword In Context, the most  | common format for concordance lines.   | Seite 1 |
| ... the most common format for    | concordance lines.                     | Seite 1 |
| ... is an acronym for Keyword In  | Context, the most common format ...    | Seite 1 |
| ... In Context, the most common   | format for concordance lines.          | Seite 1 |
| KWIC is an acronym for            | Keyword In Context, the most ...       | Seite 1 |
|                                   | KWIC is an acronym for Keyword ...     | Seite 1 |
| ... common format for concordance | lines.                                 | Seite 1 |
| ... for Keyword In Context, the   | most common format for concordance ... | Seite 1 |

## KWOC-Index
Beim KWOC-Index wird das Stichwort in einer eigenen Spalte vor der indexierten Phrase angezeigt.